# Casa cu grifoni din Câmpina
Casa cu grifoni din Câmpina este un monument istoric aflat pe teritoriul municipiului Câmpina.